# Ueli Zingg
Ueli Zingg (* 15. April 1945 in Bern) ist ein Schweizer Schriftsteller.

## Leben
Ueli Zingg studierte Germanistik und Philosophie. Er arbeitete als Dozent an der Hochschule für Wirtschaft Bern. Er ist Mitglied der Schriftstellervereinigung Autorinnen und Autoren der Schweiz.

## Auszeichnungen
- 1989 Buchpreis der Stadt Bern
- 1992 Literarische Auszeichnung durch die Stadt Bern
- 1992/93 Werkjahr in Paris (Stadt und Kanton Bern)
- 1995 Buchpreis des Kantons Bern

## Werke

### Bücher
- Zwischenstand. Roman. Zytglogge, Gümligen 1980
- Wörterkasper. Roman. Zytglogge, Gümligen 1983
- Huser. Roman. Benziger, Zürich 1985
- Sterbenswörtchen. Roman. Benziger, Zürich 1989
- Besuch auf dem Schloss. Eine Partitur laut zu lesen. Edition Hartmann, Biel 1995, ISBN 3-905110-04-0
- Tango. Eine Liebesgeschichte. Edition Hartmann, Biel 1999, ISBN 3-905110-12-1
- Nicht zu reden vom Begehren (mit Priska Furrer, Li Mollet und Frank Seethaler). AutorInnenverlag, Bern 1999, ISBN 3-905110-13-X
- Vier Momente praktischer Banalität (mit Anne Marie Aeschlimann). Edition Hartmann, Biel 2003, ISBN 3-905110-23-7
- KalberMatten – Ein Alltag. Kein Roman. Edition Ensuite, Bern 2009, ISBN 978-3-9523061-2-3
- Frankfurter – Paraphrase auf eine Wurst. Edition ensuite, Bern 2014, ISBN 978-3-9523061-4-7
- Flohner – Ein Leben. Edition Hartmann, Biel 2014, ISBN 3-905110-34-2
- Einszweidrei Kinderei. Edition Hartmann, Biel 2017, ISBN 978-3-905110-36-4
- Du zuerst, du zuerst. 1977 Verlag, Basel, 2017, ISBN 978-3-9524601-1-5
- Verzweigt (mit Adelheid Blättler). Edition Hartmann, 2018, ISBN 978-3-905110-38-8
- Satz. edition ensuite, Bern, 2018, ISBN 978-3-9523061-6-1
- Wumbaba. 1977 Verlag, Basel, 2019 ISBN 978-3-9524601-4-6
- Nummerngirl & Pausenclown. Edition Hartmann, Biel, 2020 ISBN 978-3-905110-40-1
- una schala. Edition ensuite Bern 2021 ISBN 978-3-9523061-8-5
- Vor dem Frühstück. Edition Hartmann Biel 2022 ISBN 978-3-905110-44-9
- Wie gesagt 1977 Verlag Basel 2023 ISBN 978-3-9524601-5-3

### Theater-Aufführungen
- Besuch auf dem Schloss. UA: Zürich 1998
- 2023Tango. UA: Biel 2000

### TV/Film/Video
- Ein Arme-Leut-Bild. Schweizer Fernsehen 1984